# Leichtathletik-Europameisterschaften 2010/Teilnehmer (Liechtenstein)
Liechtenstein meldete einen Sportler für die Leichtathletik-Europameisterschaften 2010 (27. Juli bis 1. August in Barcelona).
| Wettbewerb | Männer                     | Frauen |
| ---------- | -------------------------- | ------ |
| Marathon   | Marcel Tschopp (39. Platz) |        |